# Pteronotus gymnonotus
Pteronotus gymnonotus é uma espécie de morcego da família Mormoopidae. Pode ser encontrada na América Central e no norte da América do Sul.

## Taxonomia
Foi descrito como uma nova espécie em 1843 pelo zoólogo alemão Johann Andreas Wagner, que o alocou no gênero agora extinto Chilonycteris. O holótipo foi coletado em Cuiabá, Mato Grosso, no Brasil. No entanto, algumas fontes atribuem a descoberta a Johann Natterer. De acordo com o Código Internacional de Nomenclatura Zoológica, considera-se que o primeiro a publicar um nome de espécie é seu verdadeiro autor. Smith (1977) levantou a hipótese de que Wagner copiou a descrição da espécie de Natterer diretamente de seu diário e, assim, ganhou a autoridade. Carter e Dolan (1978) afirmaram que a descrição de Wagner não era comparável à de Natterer, razão pela qual atribuem o nome a Wagner. As publicações Mammals of South America e Mammals of Mexico também listam Wagner como a autoridade.

## Descrição
As asas desta espécie de morcego se prendem às costas, perto da espinha. Consequentemente, aparenta de ter "costas nuas" devido à falta de pelos nas asas. No entanto, suas costas são peludas sob as asas. A espécie pesa entre 12–16 g (0.42–0.56 oz)  e têm um comprimento de antebraço de 49–56 mm (1.9–2.2 in). Ao todo, possui 34 dentes.

## Habitat
É encontrado na América Central e na América do Sul, incluindo os seguintes países: Belize Bolívia, Brasil, Colômbia, Costa Rica, Ecuador, El Salvador, Guatemala, Guyana, Honduras, México, Nicarágua, Panamá, Peru e Venezuela. Só foi documentado em altitudes abaixo de 400 m (1,300 ft) acima do nível do mar.

## Conservação
Em 2008, foi avaliada como espécie pouco preocupante em termos de preservação pela União Internacional para a Conservação da Natureza (IUCN). Tal classificação foi resultado de sua ampla abrangência geográfica, que inclui áreas protegidas, além de que sua população é presumivelmente grande e é improvável que sofra um rápido declínio populacional.